# Liga Mexicana del Pacífico 1972-73
La Temporada 1972-73 de la Liga Mexicana del Pacífico fue la 15.ª edición, llevó el nombre de Emilio Ibarra Almada y comenzó el 4 de octubre de 1972.
Esta edición contó con el regreso del equipo de Ostioneros de Guaymas, se continuó con el mismo sistema de competencia del año anterior y se amplió el calendario de 74 a 86 juegos.
Durante esta campaña, Héctor Espino estableció 3 récords de bateo individual, además obtuvo la triple corona de bateo, también se logró un juego sin hit ni carrera.
La temporada finalizó el 25 de enero de 1973, con la coronación de los Yaquis de Ciudad Obregón al vencer 4-1 en serie final a los Mayos de Navojoa.

## Sistema de competencia

### Temporada regular
La temporada regular se dividió en dos vueltas, abarcando un total de 86 juegos a disputarse para cada uno de los ocho clubes. Al término de cada mitad, se asigna un puntaje que va de 1 a 8 puntos en forma ascendente, según la clasificación (standing) general de cada club. El equipo con mayor puntaje se denomina campeón del rol regular. A continuación se muestra la distribución de dicho puntaje:
- Primera posición: 8 puntos
- Segunda: 7 puntos
- Tercera: 6 puntos
- Cuarta: 5 puntos
- Quinta: 4 puntos
- Sexta: 3 puntos
- Séptima: 2 puntos
- Octava: 1 puntos

### Semifinal
Para la etapa de semifinales, pasan los cuatro equipos con mayor puntaje sobre la base de las dos mitades de la temporada regular. De esta manera, el cuarto se enfrenta como visitante al equipo mejor situado del standing en una serie, mientras que el segundo y el tercero hacen lo mismo a su vez.

### Final
Se da entre los equipos que ganaron en la etapa de semifinales, a ganar 4 de 7 juegos.

## Calendario
- Número de Juegos: 86 juegos

## Datos Sobresalientes
- Dyar Miller lanza un juego sin hit ni carrera el 23 de diciembre de 1972, con Mayos de Navojoa en contra de Algodoneros de Guasave, siendo el número 8 de la historia de la LMP.
- Héctor Espino establece el récord de bateo de .415 en una temporada jugando con Naranjeros de Hermosillo.
- Héctor Espino establece el récord de slugging de .754 en una temporada jugando con Naranjeros de Hermosillo.
- Héctor Espino establece el récord de carreras producidas de 83 en una temporada jugando con Naranjeros de Hermosillo.
- Héctor Espino obtuvo la triple corona de bateo jugando con Naranjeros de Hermosillo.
- En esta campaña se inauguró el Estadio Héctor Espino con el nombre de Coloso del Choyal, casa de los Naranjeros de Hermosillo.
- El Estadio de Mochis cambio de nombre al de Estadio Emilio Ibarra Almada, casa de los Cañeros de Los Mochis.

## Equipos participantes
| Liga Mexicana del Pacífico 1972-73 |           |             |                        |                          |           |
| Equipo                             | Fundación | Mánager     | Ciudad                 | Estadio                  | Capacidad |
| Algodoneros de Guasave             | 1970      | Por definir | Guasave, Sinaloa       | Francisco Carranza Limón | 8,000     |
| Cañeros de Los Mochis              | 1947      | Por definir | Los Mochis, Sinaloa    | Emilio Ibarra Almada     | 6,000     |
| Mayos de Navojoa                   | 1950      | Por definir | Navojoa, Sonora        | Manuel Ciclón Echeverría | 8,000     |
| Naranjeros de Hermosillo           | 1944      | Por definir | Hermosillo, Sonora     | Coloso del Choyal        | 10,000    |
| Ostioneros de Guaymas              | 1945      | Por definir | Guaymas, Sonora        | "Abelardo L. Rodríguez"  | 5,000     |
| Tomateros de Culiacán              | 1965      | Por definir | Culiacán, Sinaloa      | General Ángel Flores     | 8,000     |
| Venados de Mazatlán                | 1945      | Por definir | Mazatlán, Sinaloa      | Teodoro Mariscal         | 6,000     |
| Yaquis de Ciudad Obregón           | 1947      | Dave García | Ciudad Obregón, Sonora | Tomás Oroz Gaytán        | 10,000    |

## Standings

### Primera Vuelta
| Equipos                  | JJ | JG | JP | JE | JV   | PCT  | PTS |
| ------------------------ | -- | -- | -- | -- | ---- | ---- | --- |
| Naranjeros de Hermosillo | 44 | 29 | 15 | -  | -    | .659 | 8   |
| Algodoneros de Guasave   | 44 | 23 | 21 | -  | 6.0  | .523 | 7   |
| Tomateros de Culiacán    | 44 | 23 | 21 | -  | 6.0  | .523 | 6   |
| Ostioneros de Guaymas    | 44 | 22 | 21 | 1  | 6.5  | .512 | 5   |
| Yaquis de Ciudad Obregón | 44 | 21 | 23 | -  | 8.0  | .477 | 4   |
| Venados de Mazatlán      | 43 | 20 | 23 | -  | 8.5  | .465 | 3   |
| Mayos de Navojoa         | 45 | 19 | 25 | 1  | 10.0 | .432 | 2   |
| Cañeros de Los Mochis    | 44 | 18 | 26 | -  | 11.0 | .409 | 1   |

### Segunda Vuelta
| Equipos                  | JJ | JG | JP | JE | JV   | PCT  | PTS |
| ------------------------ | -- | -- | -- | -- | ---- | ---- | --- |
| Mayos de Navojoa         | 44 | 28 | 16 | -  | -    | .636 | 8   |
| Naranjeros de Hermosillo | 42 | 26 | 16 | -  | 1.0  | .619 | 7   |
| Yaquis de Ciudad Obregón | 42 | 25 | 17 | -  | 2.0  | .595 | 6   |
| Ostioneros de Guaymas    | 43 | 22 | 21 | -  | 5.5  | .512 | 5   |
| Cañeros de Los Mochis    | 42 | 20 | 22 | -  | 7.0  | .476 | 4   |
| Algodoneros de Guasave   | 42 | 19 | 23 | -  | 8.0  | .452 | 3   |
| Tomateros de Culiacán    | 43 | 16 | 27 | -  | 11.5 | .372 | 2   |
| Venados de Mazatlán      | 42 | 14 | 28 | -  | 13.0 | .333 | 1   |

### General
| Equipos                  | JJ | JG | JP | JE | JV   | PCT  | PTS |
| ------------------------ | -- | -- | -- | -- | ---- | ---- | --- |
| Naranjeros de Hermosillo | 86 | 55 | 31 | -  | -    | .639 | 15  |
| Mayos de Navojoa         | 89 | 47 | 41 | 1  | 8.5  | .534 | 10  |
| Algodoneros de Guasave   | 86 | 42 | 44 | -  | 13.0 | .488 | 10  |
| Yaquis de Ciudad Obregón | 86 | 46 | 40 | -  | 9.0  | .535 | 10  |
| Ostioneros de Guaymas    | 87 | 44 | 42 | 1  | 11.5 | .512 | 10  |
| Tomateros de Culiacán    | 87 | 39 | 48 | -  | 16.5 | .448 | 8   |
| Cañeros de Los Mochis    | 86 | 38 | 48 | -  | 17.0 | .442 | 5   |
| Venados de Mazatlán      | 85 | 34 | 51 | -  | 20.5 | .400 | 4   |

| Avanza a Play-off |

Nota: El empate de puntos entre Navojoa, Guasave, Obregón y Guaymas se definió con un juego extra el 12 y 13 de enero de 1973, quedando eliminado el equipo de Guaymas.

## Play-off
|  | Semifinales              | Semifinales              | Semifinales              |                          |                  | Final            | Final | Final |  |
|  |                          |                          |                          |                          |                  |                  |       |       |  |
|  |                          |                          |                          |                          |                  |                  |       |       |  |
|  | Algodoneros de Guasave   | Algodoneros de Guasave   | 3                        |                          |                  |                  |       |       |  |
|  | Algodoneros de Guasave   | Algodoneros de Guasave   | 3                        |                          |                  |                  |       |       |  |
|  | Mayos de Navojoa         | Mayos de Navojoa         | 4                        |                          |                  |                  |       |       |  |
|  | Mayos de Navojoa         | Mayos de Navojoa         | 4                        |                          | Mayos de Navojoa | Mayos de Navojoa | 1     |       |  |
|  |                          |                          |                          |                          | Mayos de Navojoa | Mayos de Navojoa | 1     |       |  |
|  |                          |                          | Yaquis de Ciudad Obregón | Yaquis de Ciudad Obregón | 4                |                  |       |       |  |
|  | Yaquis de Ciudad Obregón | Yaquis de Ciudad Obregón | Yaquis de Ciudad Obregón | Yaquis de Ciudad Obregón | 4                | 4                |       |       |  |
|  | Yaquis de Ciudad Obregón | Yaquis de Ciudad Obregón |                          |                          |                  | 4                |       |       |  |
|  | Naranjeros de Hermosillo | Naranjeros de Hermosillo | 2                        |                          |                  |                  |       |       |  |
|  | Naranjeros de Hermosillo | Naranjeros de Hermosillo | 2                        |                          |                  |                  |       |       |  |
|  |                          |                          |                          |                          |                  |                  |       |       |  |

### Semifinal
| Equipos                  | JJ | JG | JP | JE | JV  | PCT  |
| ------------------------ | -- | -- | -- | -- | --- | ---- |
| Yaquis de Ciudad Obregón | 6  | 4  | 2  | -  | -   | .667 |
| Mayos de Navojoa         | 7  | 4  | 3  | -  | -   | .571 |
| Algodoneros de Guasave   | 7  | 3  | 4  | -  | 1.0 | .429 |
| Naranjeros de Hermosillo | 6  | 2  | 4  | -  | 2.0 | .333 |

| Avanza a la final |

### Final
| Equipos                  | JJ | JG | JP | JE | JV  | PCT  |
| ------------------------ | -- | -- | -- | -- | --- | ---- |
| Yaquis de Ciudad Obregón | 5  | 4  | 1  | -  | -   | .800 |
| Mayos de Navojoa         | 5  | 1  | 4  | -  | 3.0 | .200 |

| Campeón |

## Cuadro de honor
| Equipos                  | Posición   |
| ------------------------ | ---------- |
| Yaquis de Ciudad Obregón | Campeón    |
| Mayos de Navojoa         | Subcampeón |
| Algodoneros de Guasave   | 3° Lugar   |
| Naranjeros de Hermosillo | 4° Lugar   |
| Ostioneros de Guaymas    | 5° Lugar   |
| Tomateros de Culiacán    | 6° Lugar   |
| Cañeros de Los Mochis    | 7° Lugar   |
| Venados de Mazatlán      | 8° Lugar   |

## Designaciones
A continuación se muestran a los jugadores más valiosos de la temporada.
| Designación         | Ganador         | Equipo                   |
| ------------------- | --------------- | ------------------------ |
| Jugador Más Valioso | Héctor Espino   | Naranjeros de Hermosillo |
| Pitcher del Año     | Héctor Madrigal | Ostioneros de Guaymas    |
| Novato del año      | Armando Lara    | Venados de Mazatlán      |
| Mánager del Año     | Dave García     | Yaquis de Ciudad Obregón |
| Mánager Campeón     | Dave García     | Yaquis de Ciudad Obregón |
| Campeón de Bateo    | Héctor Espino   | Naranjeros de Hermosillo |
| Campeón de Pitcheo  | Saúl Montoya    | Naranjeros de Hermosillo |